# Ворожцова, Елена Викторовна
Елена Викторовна Ворожцова (род. 31 марта 1983, Волгоград) — российская баскетболистка и тренер, игравшая на позиции атакующего защитника. Мастер спорта России.

## Карьера
На взрослом уровне начинала играть в баскетбол в Волгограде. Затем выступала за известные российские команды: «Виктория-Саратов», «Динамо» (Новосибирск) и «Спартак-ШВСМ» (Москва). В 2013 году после перерыва (родилась дочь Валерия), баскетболистка возобновила свою карьеру, пополнив состав клуба Премьер-Лиги «Энергия» (Иваново). Во время выступлений в элите баскетболистка была капитаном команды. Сезон 2016/17 Ворожцова провела в команде «Вологде-Чевакате». В ней она также носила капитанскую повязку. в 2017 году перешла в «Казаночку», где также была капитаном.
Летом 2019 года Елена Ворожцова вновь вернулась в Иваново, где она выполняла роль играющего тренера «тигриц». После окончания сезона завершила карьеру и возглавила команду, получившую право выступать в Суперлиге I. Вместе с ней самостоятельно работала два сезона, а затем стала в ней ассистентом Евгения Снигирёва. Была наставницей ивановской команды в соревнованиях по баскетболу 3x3: под ее руководством в ноябре 2022 года она впервые в своей истории завоевала бронзу в Кубке России по баскетболу 3x3. В июле 2023 года стало известно, что Ворожцова во второй раз за карьеру стала главным тренером «Энергии».
В июне 2023 года Елена Ворожцова стала серебряным призером Первенства России среди ветеранов в составе команды «Самара».